# Victoria Bridge
Pour les articles homonymes, voir Victoria.
Le Victoria Bridge est un pont traversant le fleuve Brisbane, a Brisbane, en Australie.

## Description
Le pont actuel, inauguré en 1969, est le troisième pont permanent érigé à cet endroit (1874-1893, 1896-1969 et 1969-).
Il s'agit d'un pont exclusivement pour les bus, les cyclistes et les piétons depuis 2021.

## Galerie

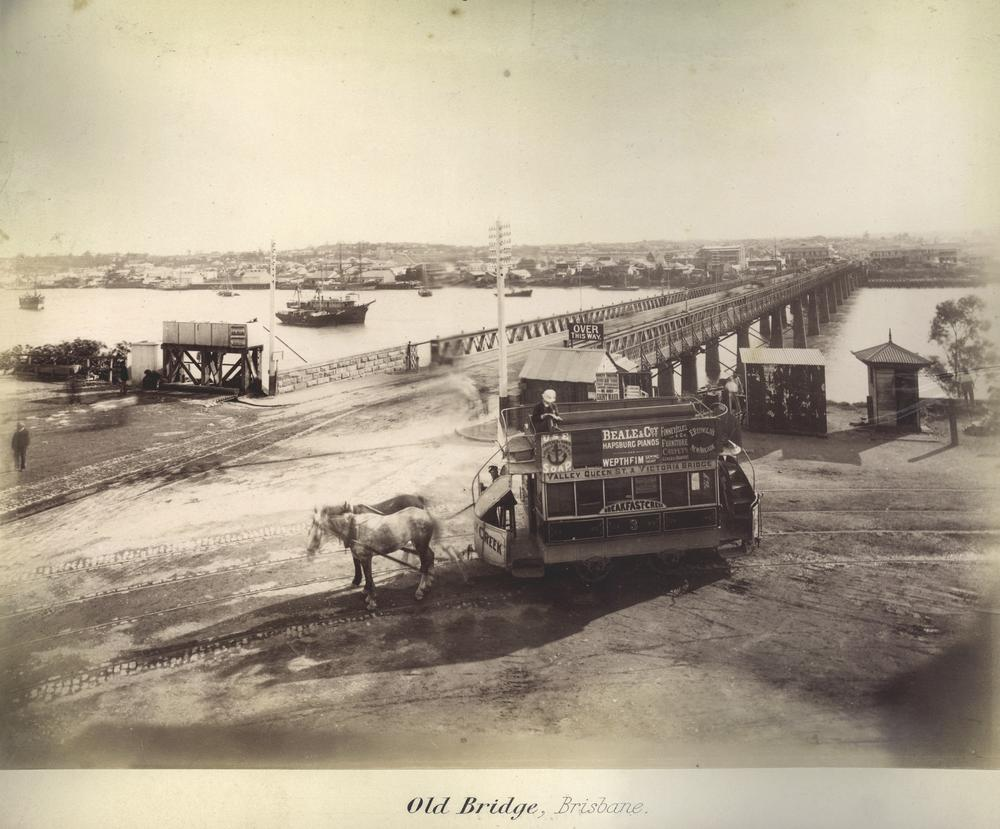
Un précédent pont (1er) dans les années 1890.
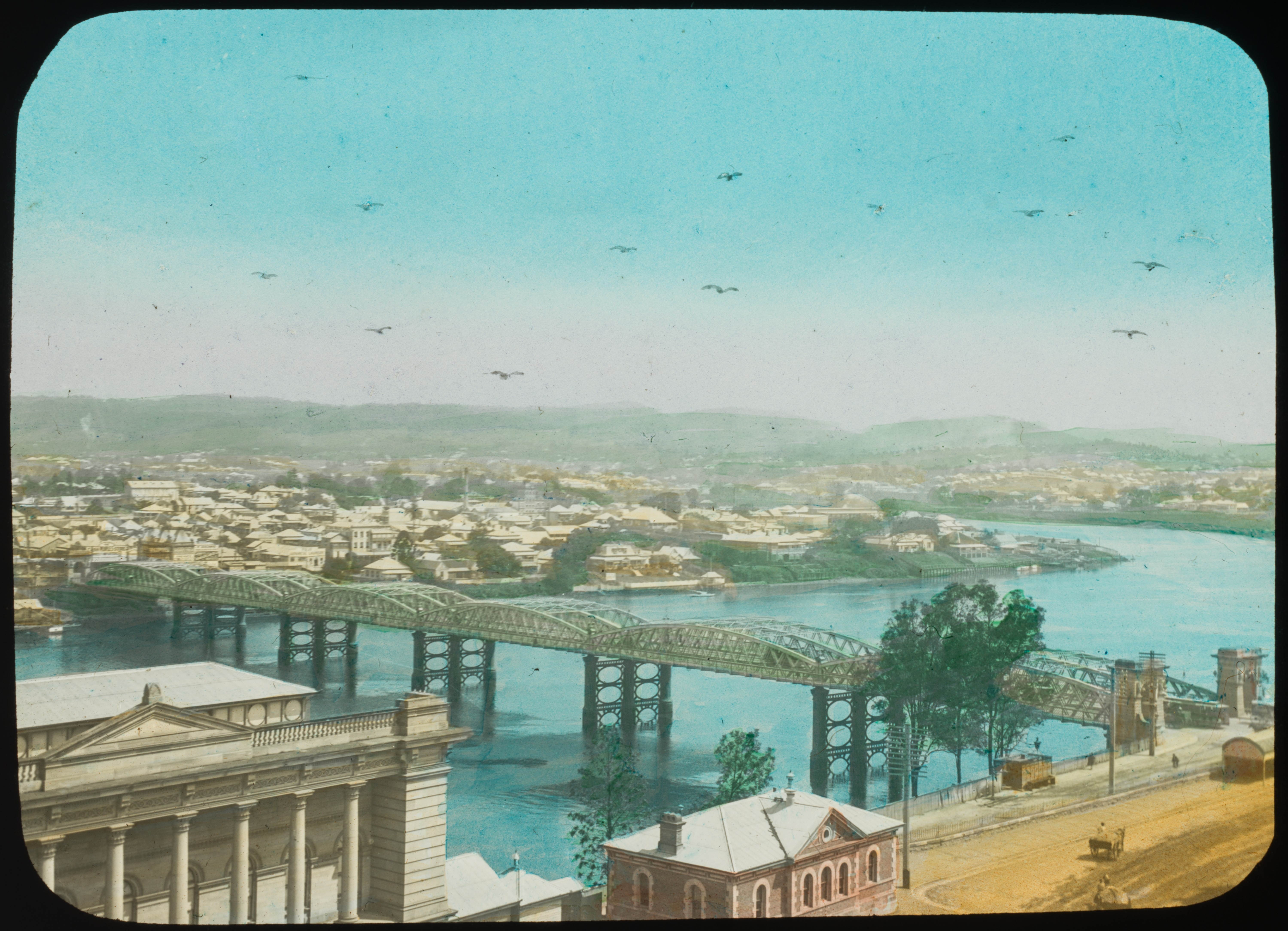
Un précédent pont (2e) vers 1910.
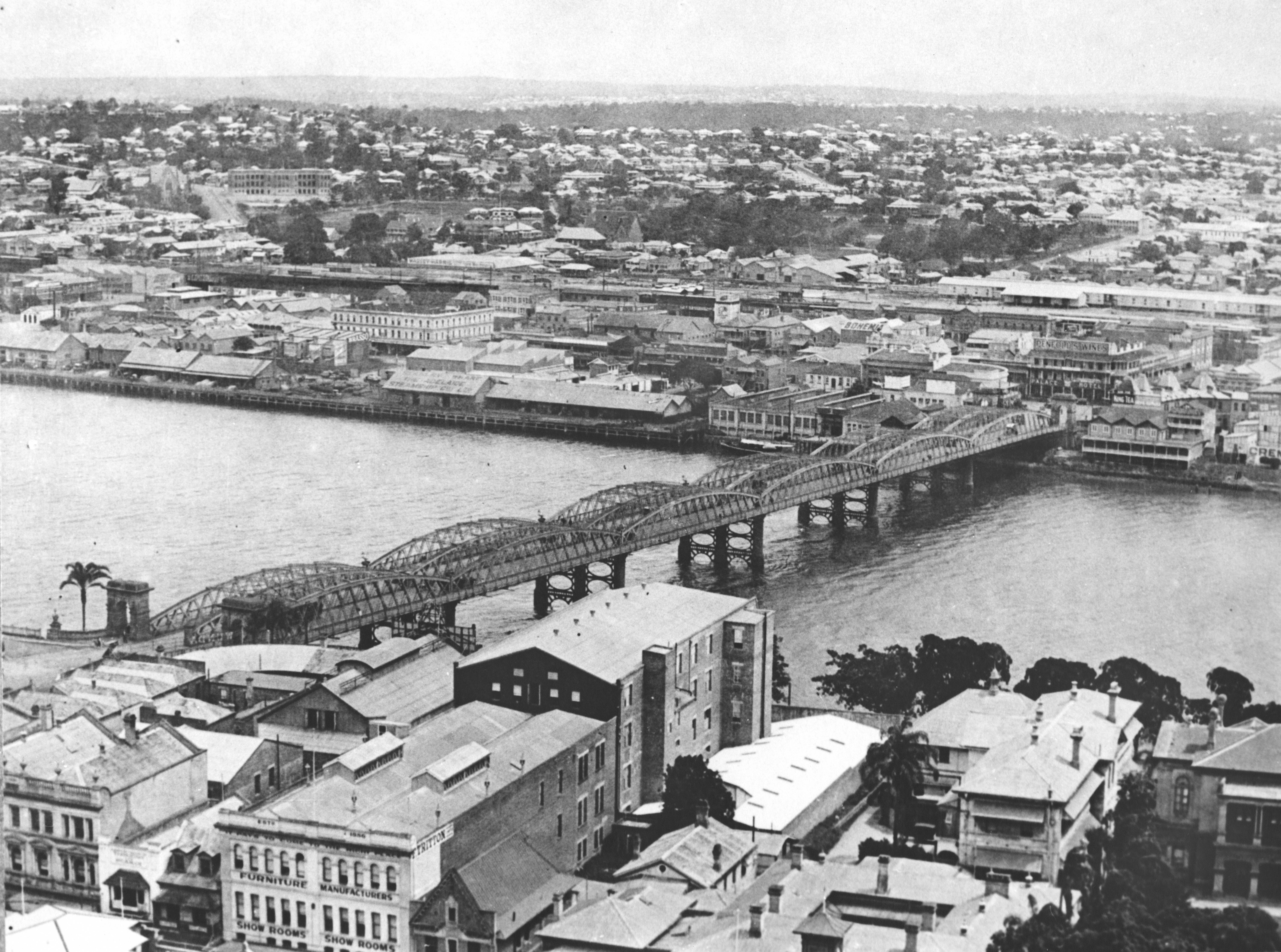
Un précédent pont (2e) vers 1933.
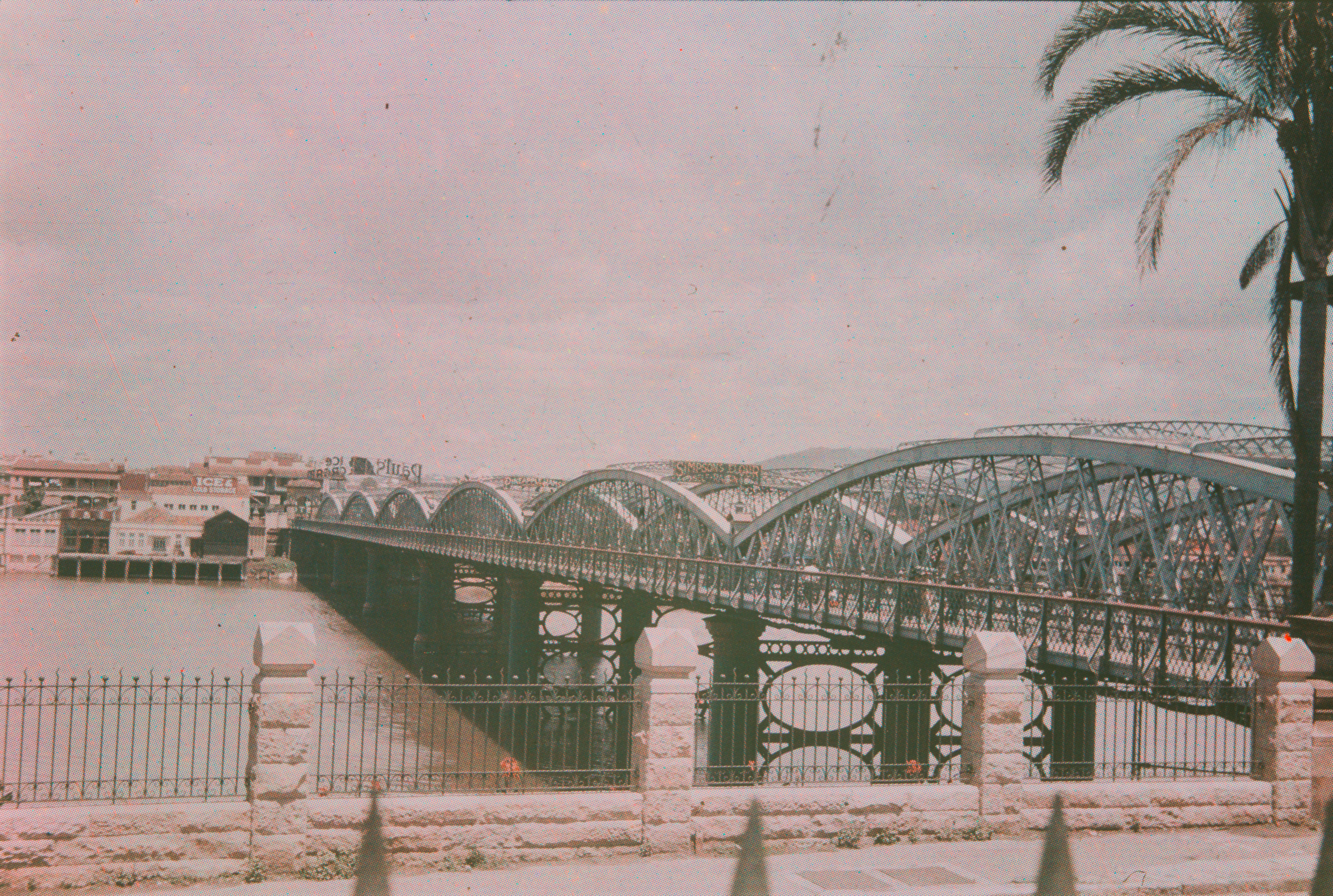
Un précédent pont (2e) en 1954.
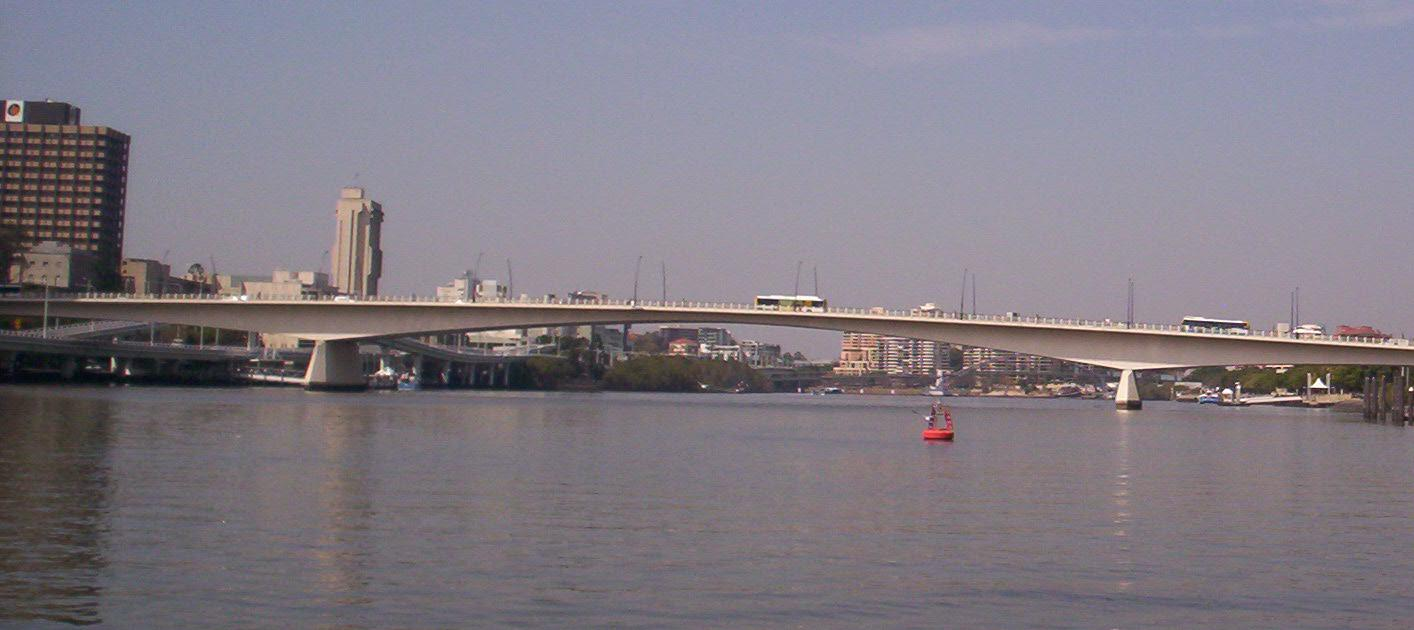
Le pont actuel (3e) en 2009.